# Fussballclub Schaffhausen 2020-2021
Questa voce raccoglie le informazioni riguardanti il Fussballclub Schaffhausen nelle competizioni ufficiali della stagione 2020-2021.

## Stagione
Nella stagione 2020-2021 il Sciaffusa, allenato da Murat Yakın, concluse il campionato di Challenge League al 4º posto. In Coppa Svizzera il Sciaffusa fu eliminato al secondo turno dal Lugano.

## Rosa
| N. |                           | Ruolo | Calciatore         |
| -- | ------------------------- | ----- | ------------------ |
| 1  | Svizzera (bandiera)       | P     | Amir Saipi         |
| 2  | Kosovo (bandiera)         | D     | Jetmir Krasniqi    |
| 4  | Svezia (bandiera)         | D     | Mirza Mujčić       |
| 5  | Svizzera (bandiera)       | D     | Serge Müller       |
| 6  | Brasile (bandiera)        | D     | André Luís Neitzke |
| 7  | Croazia (bandiera)        | A     | Ivan Prtajin       |
| 9  | Uruguay (bandiera)        | A     | Rodrigo Pollero    |
| 10 | Uruguay (bandiera)        | A     | Emiliano Mozzone   |
| 11 | Costa d'Avorio (bandiera) | A     | Franck Djoulou     |
| 13 | Uruguay (bandiera)        | D     | Guillermo Padula   |
| 14 | Brasile (bandiera)        | D     | Paulinho           |
| 15 | Albania (bandiera)        | D     | Bujar Lika         |
| 18 | Senegal (bandiera)        | C     | Sangoné Sarr       |
| 20 | Uruguay (bandiera)        | C     | Axel Müller        |

| N. |                                 | Ruolo | Calciatore          |
| -- | ------------------------------- | ----- | ------------------- |
| 21 | Italia (bandiera)               | A     | Danilo Del Toro     |
| 24 | Kosovo (bandiera)               | D     | Valon Hamdiu        |
| 25 | Kosovo (bandiera)               | C     | Uran Bislimi        |
| 28 | Francia (bandiera)              | C     | Yassin Maouche      |
| 30 | Svizzera (bandiera)             | P     | Luka Deronjic       |
| 32 | Bosnia ed Erzegovina (bandiera) | C     | Dzenan Talic        |
| 33 | Svizzera (bandiera)             | C     | Mergim Bajrami      |
| 34 | Svizzera (bandiera)             | C     | Drilon Kastrati     |
| 35 | Svizzera (bandiera)             | A     | Veljko Vukasinovic  |
| 38 | Svizzera (bandiera)             | C     | Enrico de Nobile    |
| 39 | Svizzera (bandiera)             | A     | Gian Wick           |
| 40 | Germania (bandiera)             | P     | Donaldo Prendi      |
| 44 | Svizzera (bandiera)             | C     | Francisco Rodríguez |
| 99 | Svizzera (bandiera)             | P     | David Da Costa      |

## Organigramma societario
Area tecnica
- Allenatore: Murat Yakın
- Allenatore in seconda: Paco Sanchez, Selcuk Sasivari, Hakan Yakın
- Preparatore dei portieri:
- Preparatori atletici: Harun Gülen

## Calciomercato

### Sessione estiva
| Acquisti | Acquisti            | Acquisti        | Acquisti |
| R.       | Nome                | da              | Modalità |
| -------- | ------------------- | --------------- | -------- |
| D        | Valon Hamdiu        | Winterthur      |          |
| C        | Francisco Rodríguez | Lugano          |          |
| C        | Roberto Rodríguez   | Uerdingen 05    |          |
| D        | André Luís Neitzke  | Neuchâtel Xamax |          |
| P        | David Da Costa      | Lugano          |          |
| A        | Emiliano Mozzone    | Bylis Ballsh    |          |
| P        | Luka Deronjic       | Zurigo II       |          |
| C        | Sangoné Sarr        | Zurigo          |          |
| A        | Ivan Prtajin        | Roda JC         |          |
| C        | Drilon Kastrati     | Friburgo U19    |          |
| A        | Rodrigo Pollero     | Chiasso         |          |

| Cessioni | Cessioni          | Cessioni   | Cessioni |
| R.       | Nome              | a          | Modalità |
| -------- | ----------------- | ---------- | -------- |
| C        | Gjelbrim Tahipi   | Kukësi     |          |
| D        | Arijan Qollaku    | Aarau      |          |
| P        | Calvin Heim       | Dietikon   |          |
| A        | Gaëtan Missi Mezu | Ilves      |          |
| D        | Yves Kaiser       | Basilea    |          |
| D        | Jan Kronig        | Young Boys |          |
| D        | Nejc Mevlja       | Gorica     |          |

### Sessione invernale
| Acquisti | Acquisti         | Acquisti            | Acquisti |
| R.       | Nome             | da                  | Modalità |
| -------- | ---------------- | ------------------- | -------- |
| C        | Enrico de Nobile | Grasshoppers U18    |          |
| P        | Calvin Heim      | Dietikon            |          |
| A        | Gian Wick        | Wettswil-Bonstetten |          |

| Cessioni | Cessioni              | Cessioni        | Cessioni |
| R.       | Nome                  | a               | Modalità |
| -------- | --------------------- | --------------- | -------- |
| A        | Giandomenico Tanzillo | Cham            |          |
| D        | Fran Álvarez          | KTP             |          |
| C        | Hélios Sessolo        | Ethnikos Achnas |          |

## Risultati

### Challenge League

#### Prima fase, girone di andata
| Arbitro: | Wolfensberger |

|                                                       |           |                                    |
| Prtajin 6’, 55’ Pollero 25’ Bunjaku 36’ Rodríguez 88’ | Marcatori | 52’ Pasquarelli 90’ (rig.) Bahloul |

| Arbitro: | Cibelli |

|  |           |                             |
|  | Marcatori | 4’, 39’ Pollero 90’ Bislimi |

| Arbitro: | von Mandach |

|             |           |                                   |
| Pollero 60’ | Marcatori | 58’ Qarri 76’ Perrier 90’ Amdouni |

| Arbitro: | Turkeš |

|                      |           |                             |
| Pepsi 24’ Arnold 37’ | Marcatori | 9’ Prtajin 87’ (aut.) Pepsi |

| Arbitro: | Horisberger |

|             |           |                                      |
| Pollero 84’ | Marcatori | 50’ (aut.) Rodríguez 89’ Stojilković |

| Arbitro: | San |

|                         |           |             |
| Gjorgjev 45’ Schmid 89’ | Marcatori | 48’ Pollero |

| Arbitro: | Kanagasingam |

|                                            |           |               |
| Mozzone 27’ Mujčić 80’ (rig.) Del Toro 84’ | Marcatori | 59’ Follonier |

| Arbitro: | Schnyder |

|               |           |                   |
| Muntwiler 55’ | Marcatori | 76’ (rig.) Mujčić |

| Arbitro: | Cibelli |

|                 |           |                    |
| Vukasinovic 90’ | Marcatori | 54’ (aut.) Bunjaku |

#### Prima fase, girone di ritorno
| Arbitro: | Kanagasingam |

|                              |           |                               |
| Mutombo 63’ (rig.) Bamba 90’ | Marcatori | 73’ (rig.) Mujčić 88’ Djoulou |

| Arbitro: | Piccolo |

|                           |           |  |
| Rodríguez 28’ Prtajin 42’ | Marcatori |  |

| Arbitro: | Gianforte |

|  |           |                               |
|  | Marcatori | 12’ Prtajin 90’ (rig.) Mujčić |

| Arbitro: | Turkeš |

|             |           |             |
| Berisha 37’ | Marcatori | 90’ Pollero |

| Arbitro: | Dudic |

|             |           |  |
| Pollero 90’ | Marcatori |  |

| Arbitro: | Staubli |

|                         |           |            |
| Prtajin 32’ Mozzone 72’ | Marcatori | 10’ Santos |

| Arbitro: | Schnyder |

|                       |           |             |
| Da Silva 4’, 16’, 73’ | Marcatori | 77’ Prtajin |

| Arbitro: | Cibelli |

|             |           |  |
| Pollero 54’ | Marcatori |  |

| Arbitro: | Tschudi |

|              |           |                          |
| Zverotić 36’ | Marcatori | 50’ Prtajin 90’ Kastrati |

#### Seconda fase, girone di andata
| Arbitro: | Schärer |

|                   |           |            |
| Mujčić 45’ (rig.) | Marcatori | 61’ Fazliu |

| Arbitro: | Turkeš |

|             |           |             |
| Bahloul 46’ | Marcatori | 81’ Prtajin |

| Arbitro: | Wolfensberger |

|                                            |           |  |
| Del Toro 4’ Rodríguez 22’, 73’ Pollero 37’ | Marcatori |  |

| Arbitro: | Horisberger |

|              |           |             |
| Bonatini 79’ | Marcatori | 65’ Pollero |

| Arbitro: | Schärli |

|                          |           |  |
| Krasniqi 40’ Pollero 45’ | Marcatori |  |

| Arbitro: | von Mandach |

|               |           |                                             |
| Rodríguez 54’ | Marcatori | 8’ Amdouni 78’ (rig.) Lahiouel 89’ Gazzetta |

| Arbitro: | Huwiler |

|                                     |           |  |
| Mutombo 36’ Mafouta 56’ (rig.), 74’ | Marcatori |  |

| Arbitro: | Dudic |

|                             |           |                                |
| Pollero 10’, 13’ Mujčić 90’ | Marcatori | 27’ Buess 39’ Wittwer 58’ Isik |

| Arbitro: | Kanagasingam |

|                     |           |  |
| Rrudhani 37’ (rig.) | Marcatori |  |

#### Seconda fase, girone di ritorno
| Arbitro: | Cibelli |

|  |           |                           |
|  | Marcatori | 16’ Da Silva 39’ Gjorgjev |

| Arbitro: | Wolfensberger |

|  |           |             |
|  | Marcatori | 61’ Maouche |

| Arbitro: | Turkeš |

|                        |           |             |
| Amdouni 12’ Ajdini 48’ | Marcatori | 63’ Neitzke |

| Arbitro: | Thies |

|                                            |           |  |
| Prtajin 58’ Pollero 76’ (rig.) Mozzone 90’ | Marcatori |  |

| Arbitro: | Gianforte |

|                        |           |                              |
| Silvio 17’ Zumberi 90’ | Marcatori | 24’ Prtajin 38’, 48’ Pollero |

| Arbitro: | Piccolo |

|                                     |           |                               |
| Pollero 48’ Prtajin 54’ Bislimi 79’ | Marcatori | 43’ Stojilković 53’ Spadanuda |

| Arbitro: | Wolfensberger |

|            |           |  |
| Santos 72’ | Marcatori |  |

| Arbitro: | Staubli |

|             |           |             |
| Pollero 22’ | Marcatori | 76’ Cortesi |

| Arbitro: | Thies |

|                  |           |                  |
| Callà 71’ (rig.) | Marcatori | 19’, 48’ Prtajin |

### Coppa Svizzera
| Arbitro: | Tschudi |

|             |           |                       |
| Bunjaku 31’ | Marcatori | 6’ Lovrić 117’ Čovilo |

## Statistiche

### Statistiche di squadra
| Competizione     | Punti | In casa | In casa | In casa | In casa | In casa | In casa | In trasferta | In trasferta | In trasferta | In trasferta | In trasferta | In trasferta | Totale | Totale | Totale | Totale | Totale | Totale | DR  |
| Competizione     | Punti | G       | V       | N       | P       | Gf      | Gs      | G            | V            | N            | P            | Gf           | Gs           | G      | V      | N      | P      | Gf     | Gs     | DR  |
| ---------------- | ----- | ------- | ------- | ------- | ------- | ------- | ------- | ------------ | ------------ | ------------ | ------------ | ------------ | ------------ | ------ | ------ | ------ | ------ | ------ | ------ | --- |
| Challenge League | 58    | 18      | 10      | 4       | 4       | 35      | 22      | 18           | 6            | 6            | 6            | 24           | 24           | 36     | 16     | 10     | 10     | 59     | 46     | +13 |
| Coppa Svizzera   | -     | 1       | 0       | 0       | 1       | 1       | 2       | 0            | 0            | 0            | 0            | 0            | 0            | 1      | 0      | 0      | 1      | 1      | 2      | -1  |
| Totale           | 58    | 19      | 10      | 4       | 5       | 36      | 24      | 18           | 6            | 6            | 6            | 24           | 24           | 37     | 16     | 10     | 11     | 60     | 48     | +12 |

### Andamento in campionato
| Giornata  | 1 | 2 | 3 | 4 | 5 | 6 | 7 | 8 | 9 | 10 | 11 | 12 | 13 | 14 | 15 | 16 | 17 | 18 | 19 | 20 | 21 | 22 | 23 | 24 | 25 | 26 | 27 | 28 | 29 | 30 | 31 | 32 | 33 | 34 | 35 | 36 |
| --------- | - | - | - | - | - | - | - | - | - | -- | -- | -- | -- | -- | -- | -- | -- | -- | -- | -- | -- | -- | -- | -- | -- | -- | -- | -- | -- | -- | -- | -- | -- | -- | -- | -- |
| Luogo     | C | T | C | T | C | T | C | T | C | T  | C  | T  | T  | C  | C  | T  | C  | T  | C  | T  | C  | T  | C  | C  | T  | C  | T  | C  | T  | T  | C  | T  | C  | T  | C  | T  |
| Risultato | V | V | P | N | P | P | V | N | N | N  | V  | V  | N  | V  | V  | P  | V  | V  | N  | N  | V  | N  | V  | P  | P  | N  | P  | P  | V  | P  | V  | V  | V  | P  | N  | V  |
| Posizione | 1 | 1 | 3 | 3 | 6 | 7 | 5 | 5 | 4 | 6  | 6  | 4  | 6  | 5  | 4  | 6  | 3  | 3  | 3  | 3  | 2  | 2  | 2  | 2  | 4  | 4  | 4  | 5  | 5  | 5  | 5  | 4  | 3  | 4  | 5  | 4  |

Legenda:

Luogo: C = Casa; T = Trasferta. Risultato: V = Vittoria; N = Pareggio; P = Sconfitta.

### Statistiche dei giocatori
| Giocatore      | Challenge League | Challenge League | Challenge League | Challenge League | Coppa Svizzera | Coppa Svizzera | Coppa Svizzera | Coppa Svizzera | Totale   | Totale | Totale      | Totale     |
| Giocatore      | Presenze         | Reti             | Ammonizioni      | Espulsioni       | Presenze       | Reti           | Ammonizioni    | Espulsioni     | Presenze | Reti   | Ammonizioni | Espulsioni |
| -------------- | ---------------- | ---------------- | ---------------- | ---------------- | -------------- | -------------- | -------------- | -------------- | -------- | ------ | ----------- | ---------- |
| M. Bajrami     | 1                | 0                | 0                | 0                | 0              | 0              | 0              | 0              | 1        | 0      | 0           | 0          |
| K. Barry       | 0                | 0                | 0                | 0                | 1              | 0              | 0              | 0              | 1        | 0      | 0           | 0          |
| U. Bislimi     | 31               | 2                | 3                | 0                | 0              | 0              | 0              | 0              | 31       | 2      | 3           | 0          |
| I. Bunjaku     | 19               | 1                | 4                | 1                | 1              | 1              | 0              | 0              | 20       | 2      | 4           | 1          |
| D. Costa       | 26               | 0                | 3                | 0                | 1              | 0              | 0              | 0              | 27       | 0      | 3           | 0          |
| D. Del Toro    | 33               | 2                | 3                | 0                | 1              | 0              | 0              | 0              | 34       | 2      | 3           | 0          |
| L. Deronjic    | 0                | 0                | 0                | 0                | 0              | 0              | 0              | 0              | 0        | 0      | 0           | 0          |
| F. Djoulou     | 18               | 1                | 1                | 1                | 1              | 0              | 0              | 0              | 19       | 1      | 1           | 1          |
| V. Hamdiu      | 29               | 0                | 6                | 0                | 0              | 0              | 0              | 0              | 29       | 0      | 6           | 0          |
| D. Kastrati    | 20               | 1                | 0                | 0                | 1              | 0              | 0              | 0              | 21       | 1      | 0           | 0          |
| J. Krasniqi    | 30               | 1                | 8                | 0                | 1              | 0              | 0              | 0              | 31       | 1      | 8           | 0          |
| B. Lika        | 29               | 0                | 4                | 0                | 1              | 0              | 0              | 0              | 30       | 0      | 4           | 0          |
| Y. Maouche     | 11               | 1                | 5                | 0                | 0              | 0              | 0              | 0              | 11       | 1      | 5           | 0          |
| E. Mozzone     | 28               | 3                | 3                | 0                | 0              | 0              | 0              | 0              | 28       | 3      | 3           | 0          |
| M. Mujčić      | 31               | 6                | 5                | 0                | 1              | 0              | 0              | 0              | 32       | 6      | 5           | 0          |
| A. Müller      | 21               | 0                | 4                | 0                | 0              | 0              | 0              | 0              | 21       | 0      | 4           | 0          |
| S. Müller      | 29               | 0                | 2                | 0                | 1              | 0              | 0              | 0              | 30       | 0      | 2           | 0          |
| A. Neitzke     | 32               | 1                | 6                | 0                | 1              | 0              | 0              | 0              | 33       | 1      | 6           | 0          |
| G. Padula      | 20               | 0                | 1                | 1                | 0              | 0              | 0              | 0              | 20       | 0      | 1           | 1          |
| P. Paulinho    | 0                | 0                | 0                | 0                | 0              | 0              | 0              | 0              | 0        | 0      | 0           | 0          |
| R. Pollero     | 32               | 19               | 4                | 0                | 1              | 0              | 0              | 0              | 33       | 19     | 4           | 0          |
| D. Prendi      | 0                | 0                | 0                | 0                | 0              | 0              | 0              | 0              | 0        | 0      | 0           | 0          |
| I. Prtajin     | 34               | 14               | 3                | 0                | 1              | 0              | 0              | 0              | 35       | 14     | 3           | 0          |
| F. Rodríguez   | 32               | 4                | 5                | 0                | 1              | 0              | 0              | 0              | 33       | 4      | 5           | 0          |
| R. Rodríguez   | 10               | 1                | 2                | 0                | 1              | 0              | 0              | 0              | 11       | 1      | 2           | 0          |
| A. Saipi       | 11               | 0                | 0                | 0                | 0              | 0              | 0              | 0              | 11       | 0      | 0           | 0          |
| S. Sarr        | 20               | 0                | 2                | 0                | 1              | 0              | 0              | 0              | 21       | 0      | 2           | 0          |
| H. Sessolo     | 4                | 0                | 0                | 0                | 0              | 0              | 0              | 0              | 4        | 0      | 0           | 0          |
| D. Talic       | 0                | 0                | 0                | 0                | 0              | 0              | 0              | 0              | 0        | 0      | 0           | 0          |
| G. Tanzillo    | 0                | 0                | 0                | 0                | 0              | 0              | 0              | 0              | 0        | 0      | 0           | 0          |
| V. Vukasinovic | 14               | 1                | 0                | 0                | 0              | 0              | 0              | 0              | 14       | 1      | 0           | 0          |
| G. Wick        | 1                | 0                | 0                | 0                | 0              | 0              | 0              | 0              | 1        | 0      | 0           | 0          |
| E. de Nobile   | 2                | 0                | 0                | 0                | 0              | 0              | 0              | 0              | 2        | 0      | 0           | 0          |